# Сексоголік
«Сексоголік» (англ. Solitary Man, дослівно укр. Самотня людина) — американська комедійна мелодрама режисерів Браяна Коппельмана (був також сценаристом) і Девіда Левіна, що вийшла 2009 року. У головних ролях Майкл Дуґлас, Джессі Айзенберг.
Продюсером стрічки були Метт Донна Ґоломб, Гайді Джо Маркел, Пол Шифф і Стівен Содерберг. Вперше фільм продемонстрували у вересні 2009 року у Канаді на Міжнародному кінофестивалі у Торонто.
В Україні у кінопрокаті фільм не демонструвався. Переклад та озвучення українською мовою зроблено студією «1+1».

## Сюжет
Бен Калмен успішний бізнесмен: у нього процвітаючий автомобільний салон, його фотографія була у всіх журналах, у нього були впливові друзі та безліч коханок. Проте все змінилося після медичного обстеження.

## У ролях
| Актор            | Персонаж                           | Роль                       |
| ---------------- | ---------------------------------- | -------------------------- |
| Майкл Дуґлас     | Бен Калмен (англ. Ben Kalmen)      | продавець авто у Нью-Йорку |
| Мері-Луїз Паркер | Джордан Керш (англ. Jordan Karsch) | дівчина Бена               |
| Дженна Фішер     | Сьюзен (англ. Susan)               | донька Бена                |
| Джессі Айзенберг | Деніель (англ. Daniel)             | студент                    |
| Імоджен Путс     | Еллісон (англ. Allyson)            | донька Джордан             |
| Сьюзен Серендон  | Ненсі (англ. Nancy)                | дружина Бена               |
| Денні ДеВіто     | Джіммі (англ. Jimmy)               | друг Бена                  |
| Річард Шифф      | Стів Хеллер (англ. Steve Heller)   |                            |
| Олівія Тірлбі    | Морін (англ. Maureen)              |                            |
| Ґілліан Джейкобс |                                    | висока дівчина             |

## Сприйняття

### Критика
Фільм отримав змішані відгуки: Rotten Tomatoes дав оцінку 82 % на основі 93 відгуків від критиків (середня оцінка 6,9/10) і 46 % від глядачів із середньою оцінкою 3,1/5 (14,255 голосів). Загалом на сайті фільм має змішаний рейтинг, фільму зарахований «стиглий помідор» від кінокритиків, проте «розсипаний попкорн» від глядачів, Internet Movie Database — 6,4/10 (10 747 голосів), Metacritic — 69/100 (31 відгук критиків) і 5,4/10 від глядачів (33 голоси). Загалом на цьому ресурсі від критиків фільм отримав позитивні відгуки, а від глядачів — змішані.

### Касові збори
Під час показу у США, що почався 21 травня 2010 року, протягом першого тижня фільм показали у 4 кінотеатрах і він зібрав 94,936 $, що на той час дозволило йому зайняти 34 місце серед усіх прем'єр. Показ протривав 140 днів (20 тижнів) і завершився 7 жовтня 2010 року. За цей час фільм зібрав у прокаті у США 4,360,548 $, а у решті світі — 818,034 $, тобто 5,178,582 $ загалом при бюджеті 15 млн $.

### Нагороди і номінації[9]
| Рік  | Нагорода                                            | Категорія                           | Номінант         | Результат |
| ---- | --------------------------------------------------- | ----------------------------------- | ---------------- | --------- |
| 2009 | Capri Hollywood                                     | Capri Exploit Award                 | Джессі Айзенберг | Перемога  |
| 2010 | Нагорода асоціації кінокритиків Даллас — Форт-Ворта | Найкращий актор                     | Майкл Дуґлас     | Номінація |
| 2010 | Satellite Awards                                    | Найкращий актор у кінофільмі, драма | Майкл Дуґлас     | Номінація |